# Ногай
Нога̀й (роден ок. 1230, починал 1299 г.), наричан още Иса Ногай, е темник, предводител и де факто управник на Златната орда, както и праправнук на Чингис хан. Неговият дядо е Баул (Тевал) хан – седмият син на Джучи. Негов син е Чака, зет и сюзерен на цар Теодор Светослав по времето на Втората българска държава.

## Етимология
Говори се, че името Ногай означава „куче“. Всъщност в монголския език „нохой“ буквално означава куче; обаче това не намеква задължително за обиден или отрицателен оттенък, тъй като хората често са наричани кучета сред монголите, а в наши дни се среща обръщението „нохдууд“ (хора; народе; момчета). Чингис хан също е наричал изявилите се военачалници „военни кучета“ или „военни хора“. Това вероятно се дължи на обстоятелството, че монголите притежавали много кучета, които били изключително потребни при лова и предупреждаването за неприятели.

## Под командването на Бату и Берке
Ногай е роден в семейството на Татар (Тутар), син на Тевал, който бил син на Джучи. На него се полагало да управлява апанажа на баща си след неговата смърт. След монголското нахлуване в Европа Бату хан оставя на Ногай един тумен (10 000 воини) на териториите на съвременните Молдова и Румъния като погранична стража. Той е племенник на Берке хан, Бату хан и Орда хан и под напътствието на чичо си става могъщ и амбициозен военачалник.
В по-късните години на управлението си Берке започва да отдава все повече власт и отговорности на обещаващия си племенник. Първата си водеща роля Ногай изиграва като полеви командир през 1259 г., заедно с Талабуга, под командването на известния монголски военачалник Бурундай. Тогава Ногай води второто монголско настъпление срещу Полша и плячкосва Краков, Сандомирц и други градове.
Ногай приема исляма по подобие на чичо си Берке хан, но датата на това събитие не е известна, като се предполага, че това се е случило някъде през 50-те години на 13-и в. Неговото име е включено в списъка с новопокръстените, изпратен от Берке до мамелюкския султан Ал Малик Аз Захир през 1262 – 3 г. Почти десетилетие по-късно, през 1270 – 1 г., самият Ногай посочва, че се е посветил на исляма в писмо до султана на Египет.

## Борба за властта в Златната орда и Европа
Бащата на Ногай – Татар, почива докато служи на Хулегу. През 1262 г., по времето на гражданската война между Берке и Хулагу хан, войските на Ногай изненадват нахлуващите сили на Хулагу край река Терек. Хиляди се удавят, а оцелелите отстъпват обратно към Азербайджан. През 1265 г. Ногай предвожда войската си през Дунава, обръщайки в бяг византийските части и опустошавайки множество градове в Тракия. През 1266 г. василевсът Михаил VIII Палеолог, нетърпелив да сключи съюз с варварина, омъжва извънбрачната си дъщеря Ефросина Палеологина за Ногай. В същата година, Ногай губи едното си око в битка със своя родственик Абака хан. Но в крайна сметка, след смъртта на Берке, той установява разбирателство с Абака и неговия наследник Аргун.
Ногай управлява русите от Галисия-Волхиния, осетите и влахите. Той напада Великото литовско княжество заедно със северните руски феодали и князе през 1275 г. За разлика от успешното монголско нашествие в Европа от преди четиридесет години, предвождано от генерал Субетей по времето на Угедей хан, Ногай провежда неуспешно нападение срещу Унгария през 1285 г. заедно с Талабуга и кумански войскови части. След като опустошава Трансилвания, той бива разбит край Пеща от унгарската кралска армия под командването на Лайош IV. При оттеглянето си претърпява нова загуба след устроената от Шекели засада. Ногай участва и в третия поход срещу Полша от 1287 г., отново заедно с Талабуга. Историческите извори не посочват крайния изход от кампанията, като някои източници твърдят, че нашествениците се връщат с 20 000 пленници. Група от 4000 монголски воини биват изпратени от Ногай към Константинопол през 1282 г. в помощ на тъста му – император Михаил VIII Палеолог, за потушаване на метежниците, предвождани от Йоан I Дука Тесалийски. Но Михаил умира и Андроник II Палеолог (следващият император) изпраща войниците срещу Сърбия.
През 1286 г. той заставя сръбския крал Стефан Урош II Милутин да признае неговото сюзеренство. Ногай също така засилва монголското влияние във вътрешната политика на България. През 1277 г. монголите са сразени от Ивайло, предводителят на метежническото движение, но през 1278 – 9 г. Ногай успява да победи Ивайло и го обсажда в Дръстър (Силистра). Ивайло се опитва да се обърне към Ногай за помощ, но бива измамен и убит, като Ногай превръща новия български цар Георги I Тертер (1280 – 1302 г.) в свой васал. След като царят избягва във византийския двор, Ногай издига своя съюзник Смилец на българския престол.
Въпреки своето надмощие и находчивост в битките, Ногай така и не се опитва да завземе властта в ханството, предпочитайки да действа зад кулисите като възцарител, поставяйки на троновете свои васали и протежета, подобно на Рицимер в късния период на Западната Римска империя. Той служи при Берке, Менгу-Тимур, Туда-Менгу, Талабуга и Тохта. Последният хан се оказва по-вироглав от останалите и двамата с Ногай се впускат в кърваво съперничество. До това време Ногай вече притежава контрола над западните части от Златната орда. Той измества Туда-Менгу и убива Талабуга. Не успява да се възкачи на трона, защото прабаба му е била наложница (метреса).

## Упадък
Когато помага на младия Тохта да заеме властта, Ногай несъмнено се надява да го използва като лесно манипулируема марионетка или да действа пряко волята му, ако се наложи. Но нещата се развиват другояче, защото Тохта (1291 – 1312 г.), изключително умел предводител, взема властта твърдо в свои ръце с ясното намерение да управлява. Ногай печели първото сражение с Тохта хан, но не пожелава да го преследва, защото внукът на Ногай – Агтджи, бива убит от генуезците в Крим, събирайки данък от тях. Тогава татарите на Ногай плячкосват италианските пристанища на полуострова.
Ногай умира в битка през 1299 г. край Кагамлик, близо до р. Днепър, сражавайки се срещу монголите, поддържащи законния хан. Заради враждата си с Тохта хан, той се оказва прекалено опасен, за да бъде ос
тавен жив. Главата му е донесена на Тохта, който се обижда, че обикновен руски воин е убил великия хан. Той изпраща руснака-палач на смърт, тъй като: „...е несвойствено обикновен човек да убие благородник.“ Чини, една от съпругите на Ногай, заедно със сина им Тури, бягат при Газан, който ги посреща и се отнася към тях подобаващо.
Името и наследството на Ногай се продължават от Ногайската орда, която известно време управлява земите източно от Урал.
В руските хроники Ногай е записан като „дебелия цар“.